# São João dos Caldeireiros
São João dos Caldeireiros es una freguesia portuguesa del concelho de Mértola, con 103,44 km² de superficie y 728 habitantes (2001). Su densidad de población es de 7,04 hab/km².